# Szuler (film)
Szuler (ang. Cheat) – polsko-amerykański dramat kostiumowy w reżyserii Adka Drabińskiego z 1991 roku. Muzykę skomponował Michał Urbaniak.

## Fabuła
W połowie XVIII wieku w wyniszczonej epidemią Europie. Victor Moritz i Rudolf de Seve to hazardziści, bywalcy wytwornych kasyn i modnych domów publicznych. Rudolf jest młodym arystokratą, Victor, choć żyje jak libertyn, pozostaje jednak na uboczu. Victor i Rudolf od lat są nierozłącznymi przyjaciółmi. Ale w ich życie wkracza dwoje młodych, pięknych i niewinnych ludzi - rodzeństwo - Kornelia i Teodor.

## Obsada
- Jerzy Zelnik − Victor Moritz
- Justin Deas − Baron Rudolf de Seve
- Jan Szurmiej − Krupier
- Jerzy Kryszak − Knopf
- Maciej Domański − Pastor
- Ewa Gawryluk − Bietka
- Philip Seymour Hoffman - Martin, sługa Moritza
- Alice Adair - Cornelia Granthomme
- Troy Ruptash - Theodor Granthomme, brat Cornelii
- Włodzimierz Bielicki - Francuski krupier
- Marzena Trybała - Teresa
- Jerzy Złotnicki - Doktor
- Vasek Simek - Markiz Friedrich Holms
- Aleksandra Koncewicz - Opiekunka dzieci
- Andrzej Niemirski - Nabywca willi
- Michał Szwejlich - Nabywca willi

## Nagrody
- Festiwal Filmowy w Gdyni
  - Nagroda za debiut reżyserski na Festiwalu Polskich Filmów Fabularnych (1992): Adek Drabiński
- Nagroda im. Andrzeja Munka (1992): Adek Drabiński, Piotr Wojtowicz
- Lubuskie Lato Filmowe
  - Srebrne Grono (1993): Adek Drabiński